# Hugues de Vienne (Bosonide)
Pour les articles homonymes, voir Hugues et Hugues de Vienne.
Hugues de Vienne, ou improprement Hugues de Troyes, (v. 900-† 948) est un comte palatin du royaume de Bourgogne Transjurane, comte dans la province de Besançon puis comte et marquis en Lyonnais et Viennoise (Cisjurane).
C'est un Bosonide Garnérien, fils de Garnier de Sens et de Theutberge d'Arles. Hugues est le frère de l'archevêque Manassès d'Arles et le neveu du roi Hugues d'Arles.

## Biographie
Hugues est le fils de Garnier, vicomte de Sens et peut-être de Troyes, officier à la cour du roi de Bourgogne Rodolphe Ier, et de Teutberge d'Arles, fille de Thibaud d'Arles. Son appellation la plus correcte est Hugues, comte de Vienne. On trouve parfois l’appellation Hugues de Troyes, néanmoins il n'a pas eu de responsabilités à Troyes contrairement à son père ou à son frère Richard, comte de Troyes. Il a été aussi appelé par les chroniqueurs contemporains Hugues de Cisalpine (Viennois et Lyonnais) et Hugues Taillefer. Il ne doit pas être confondu avec son homonyme contemporain Hugues le Noir.
C'est en 912 que Hugues de Vienne apparaît dans les sources. À la fin d'une donation de son oncle Hugues d’Arles à l’Église de Vienne, où signent, en qualité de témoins, Hugues, et ses frères Richard voire Garnier.
Hugues épouse la jeune Willa de Thurgovie, fille de Louis, comte en Thurgau, et petite-fille de Rodolphe Ier de Bourgogne, après 915.
En 920, c'est la vente d’une villa et de son église par le marquis Hugues d’Arles « à saint Maxime, ancien évêque de Riez, qui repose dans l’abbatiale de Saint-André-le-Bas, et à Louis III empereur et recteur de cette basilique ». Parmi les témoins, nous trouvons Hugues, ses frères Richard et Manassès d'Arles, ce dernier, qui était depuis peu de temps archevêque d’Arles, étant seul titré ; tous les trois sont les neveux bourguignons de Hugues d’Arles.
923/924 : quand Hugues d’Arles veut restaurer l’abbaye Saint-Pierre de Vienne, il mentionne un témoin dénommé Hugues qui pourrait être son neveu. On peut d’autant plus le penser que Hugues d’Arles place, en dédicataires de son geste pieux, les frères et sœurs de Hugues de Vienne ainsi que sa mère.
Dans la seconde moitié des années 920, Hugues de Vienne devient comte palatin à la cour du roi Rodolphe II de Bourgogne, oncle de son épouse Willa. Il apparaît avec ce titre dans l'acte no 256 du Cartulaire de Cluny.
En juillet 926, son oncle Hugues quitte Arles pour prendre la couronne de roi d'Italie. Soutenu et élu par les grands, il s'empare du trône avec le soutien de Rodolphe II de Bourgogne. Le 9 juillet 926, il est couronné roi d'Italie à Pavie. Il transmet alors le comté d'Arles à son frère alors fidèle, Boson dit d'Arles, qui le remplace en Provence. Sur ces événements, Constantin Porphyrogénète dans De administrando imperio, dit que Hugues était accompagné de son frère (Boson) et de « Hugues Tagliaferro » identifiable à son neveu.
En 927, Hugo marchio (Hugues le Noir) assiste, avec notre Hugo comes palatinus à la confirmation par le roi Rodolphe II de Libon comme évêque de Lausanne : ce plaid royale eut lieu à Chavornay, dans le diocèse de Lausanne.
Nous trouvons dans la Vie de Saint Thibaud de Vienne, fils de Hugues de Vienne, le qualificatif de « inter primos palatii » pour le dépeindre alors.
En avril 927, le comte Hugues sa femme Willa, leurs fils Boson et Garnier, donnent une terre à Jeugny (au sud de Troyes) à l'abbaye de Montiéramey. Son frère Richard est alors de Troyes voire vicomte de Sens.
L'acte no 419 du Cartulaire de Cluny le montre en juin 934 dans la province de Besançon. Il fait don au Mouthier-Hautepierre (Varais) de la villa Warnerio-Fontana (Vernierfontaine ou "Fontaine de Garnier"). L'acte fait référence ici au règne du roi Rodolphe II.
Le roi Hugues d'Arles a donné Saint-Jean-d’Octavion en Viennois à son neveu le comte Hugues par une charte de juin 936. La Vie de Saint Thibaud montre aussi que son autorité s'étend dans des domaines du comté de Sermorens. La charte a été signée par les deux rois Hugues et Lothaire II, père et fils : ils y offrent une immense propriété au comte Hugues leur très cher neveu. Ils font suite à ses demandes, « considérant l’amour, le dévouement et la fidélité qu’il a envers nous ». La donation est considérable. Au bout de 15 ans de collaboration avec Hugues d’Arles et les rois de Bourgogne, ce neveu semble donner satisfaction. D'autant plus que se produit la rébellion de Boson, frère de Hugues d’Arles, qui avait remplacé ce dernier comme comte de Provence en 926, à la fin du règne de Louis III, pendant que Hugues était occupé en Italie.
Les annales de Flodoard pour l'année 939 nous parle de : la prise du pays de Verdun par Louis IV ; puis d'une conférence en Alsace avec Hugues de Cisalpine. En plus de son implantation en Viennois, Hugues conserve une influence dans la région de Besançon et surtout un rôle diplomatique grâce à ses relations avec les deux royaumes de Bourgogne et avec celui d'Italie.
En 942 et 943, Les Rodolphiens achèvent le processus d’unification des deux royaumes de Bourgogne. L'ancien comte palatin Hugues a des prérogatives sur le Lyonnais, le Viennois et le Bisontin. Présent au côté du nouveau souverain Conrad III de Bourgogne avant 942, fidèle interface avec Hugues d'Arles, c'est lui qui apparaît comme le dépositaire de l'héritage bosonide dans ce nouveau royaume rodolphien, comme des droits associés au titre comtal viennois de Charles-Constantin octroyé par le roi Louis IV d'Outremer puis par le roi Conrad III.
Dans l'acte no 544 du Cartulaire de Cluny on le voit, qualifié désormais de comte et marquis, être témoin après le roi Conrad III. Signent ensuite Odolric, le nouveau comte palatin, Henri (de Thurgovie) fils de Louis de Thurgovie, et des comtes Anselmides.
Dans cette période d'unification, nous le voyons intervenir en Lyonnais au sujet de possessions de Cluny, l'abbaye fondée par Guillaume le Pieux et son épouse bosonide Engelberge, tante de Charles-Constantin.
C'est le cas pour Thoissey, avec les actes no 627, 628 et 656 du Cartulaire de Cluny sous l'autorité du roi Conrad III où Hugues est qualifié de Hugo comes, consanguineus noster (avril 943) ou Hugonis, comitis et marchionis (mars 944). Dans ce dernier acte, il signe avant le protagoniste, le vicomte Adémar, et les comtes Liétald de Mâcon, Charles-Constantin et Guillaume.
C'est aussi le cas pour Romans (Ain), avec les actes no 544 et 728 du Cartulaire de Cluny. Romans, dans le pagus de Lyon, est une villa clunisienne donnée à l'abbaye de Cluny en 917, par Engelberge d'Aquitaine. Hugues y est qualifié de Hugo, gratia Dei comes.
Vers la fin de sa vie, le comte Hugues a donné « pro redemtione animae suae » au chapitre de l'église Saint-Étienne de Besançon la villa de Pouilley-les-Vignes (Doubs), avec son église Saint-Albin. Saint-Étienne de Besançon conservera d'ailleurs un trésor composé de vases sacrés, reliquaires, d'une grande croix d'or qui serait au comte Hugues de Vienne, frère de Berthe de Mâcon. Le comtes Liétald de Mâcon, par sa seconde épouse Berthe obtiendra d'ailleurs des prérogatives dans cette province et se fera également inhumé à Besançon.
En septembre 948, Hugues de Vienne est déjà décédé, car nous avons une donation à Cluny par son frère Manassès d'Arles et pour les âmes de "sa mère Theutberge d'Arles, et de ses frères, Hugonis mais aussi Richard  (de Troyes), Boson et pour d'autres de ses parents ". Il concède à la grande abbaye la villa de Jully-lès-Buxy avec les églises Saint-Maurice, Saint-Martin et une troisième dédiée à la vierge.

## Famille
Avec sa femme Willa, Hugues laisse plusieurs enfants :
- Garnier-Hucbert[21] ;
- Thibaud, né vers 930, archevêque de Vienne (959-1001)[14] ;
- Boson[22] ;
- Adélaïde de Vienne[8] qui épouse, entre autres[23], Lambert de Chalon ;
- Thetberge[24], qui épouse Charles-Constantin de Vienne.

### Sources primaires
- Recueil des Chartes de l’Abbaye de Cluny [Cluny] – éd. A. Bernard - A. Bruel, 6 vol., Paris, 1876-1904.
- Flodoard, Annales - édité par Philippe Lauer, Paris, Picard, 1905.
- Gallia Christiana [GC] - édition de 1715, en ligne sur https://books.google.fr.
- Cartulaire de l’Abbaye de Montiéramey, éd. Abbé Lalore, Troyes, 1890, in A. Giry, « Études carolingiennes. V : Documents carolingiens de l’Abbaye de Montiéramey » [Montiéramey] - Études d’Histoire du Moyen Âge dédiées à Gabriel Monod, Paris, 1896.
- Liutprand de Crémone, " Antapodosis " - Édition P. Chiesa, Liudprandi Cremonensis Opera Omnia, Corpus Christianorum Continuatio Mediaevalis n°156 - Turnhout, 1998.
- Cartulaire de l'abbaye de Saint-André-Le-Bas-de-Vienne [Saint-André], ordre de Saint Benoît (Édition1869).

### Sources secondaires
- Marcellin Babey, Recours aux sources : le comte Hugues-le-Noir et son ombre, une biographie d’après les sources primaires 900-950, vol. I : texte (lire en ligne).
- Marcellin Babey, Recours aux sources : le comte Hugues-le-Noir et son ombre, une biographie d’après les sources primaires 900-950, vol. II : annexes, dont index des noms de personne et de lieu (lire en ligne).
- Marcellin Babey, Recours aux sources : le comte Hugues-le-Noir et son ombre, une biographie d’après les sources primaires 900-950, vol. III : cartes, tableaux généalogiques et illustrations (lire en ligne).
- Raphaël Bijard, « La construction de la Bourgogne Robertienne (936 - 1031) », sur Academia, 2021.
- Georges de Manteyer, Les origines de la maison de Savoie en Bourgogne (910-1060) - Mélanges d’archéologie et d’histoire publiés par l’École française de Rome, 19 – 1899 - réimpression, Genève, 1978.
- Christian Settipani, Les origines maternelles du comte Otte-Guillaume, Annales de Bourgogne, 66, 1994, p. 5-63.